# رقاع أمرد
رِقَاع أمرد هي شجيرة من جنس رقاع في الفصيلة الأزدرختية. تعلو نحو ٦ أمتار. وريقاتها لاطئة بيضية مقطومة القاعدة مدببة الأطراف.